# Белей Іван Якович

Белей Іван Якович із сім'єю у Африці. 1947—1950 рр.

Іва́н Я́кович Беле́й (1 липня 1899, Войнилів — 2 липня 1970, Філадельфія, США) — український лікар і громадсько-культурний діяч.

## Біографія
Народився в сім'ї Якова Белея і Марії з дому Медвідь. Чотар УГА у бригаді ген. М. Тарнавського. Навчався у Львівській гімназії, на медичному факультеті Українського таємного університету у Львові, медичну освіту здобув у Познанському університеті, працював лікарем у Войнилові, де був головою «Просвіти» і де за його сприяння був побудований Народний дім. 19.11.1932 одружився в Калуші з Мирославою Андріївною Рубчак. 1941—1944 окружний лікар у Станіславі. У 1944 емігрував до Німеччини, де в Мюнхені організував лікарню для українських Ді-Пі (переміщених осіб). У 1947—1950 лікар у Бельгійському Конго, надавав у важких кліматичних умовах медичну допомогу африканським тубільцям. У 1956—1970 — лікар у лікарні св. Йосифа у Філадельфії. Похований на цвинтарі Факс Чейс.

### Діяльність у Бельгійському Конго
І. Белей у таборовій лікарні познайомився з бельгійцями і завдяки їм переїхав у 1946 р. з родиною до Бельгії. Там він узявся вивчати французьку мову і скоро подав заяву до спеціальної школи, так зв. «Школи тропічної медицини», для праці в тропіках, у джунглях. Такий лікар повинен знати особливості природи, людей і хвороб у гарячих країнах Африки. Майже рік навчався тропічної медицини і африканської мови «свагілі». У Конго працював у Кібонґо, Кінду, Касонго й ін. Лікував від укусів отруйних гадюк, від малярії та інших хвороб, оперував при потребі, зрощував переломи кінцівок. За бельгійським законом треба було кожні три роки всім європейцям виїздити з Конго на півроку до Європи, заради збереження здоров'я. Дружина д-ра Белея почала хворіти на 6-му році перебування в Конго, і так довелось незабаром усю родину відіслати до Бельгії. А за якийсь рік і д-р Іван Белей мусів через стан здоров'я попрощатися з конголезцями.

## Нагороди
Нагороджений королем Бельгії орденом і званням «Шевальє» (Королівського Лицаря).